# 刘叶秋
刘桐良（1917年12月17日—1988年），字叶秋，号峄莘，中国字词典专家，毕业于北京中国大学国学系。曾任《天津日报》副刊主編，並在天津工商學院女子文學院兼課。后于天津津沽大学、北京政法学院等校任教。1958年，调往商务印书馆参加《辞源》的修订工作，是三大主编之一。1980年被聘为南开大学兼职教授。1988年因患心肌梗塞逝世。
著有《中国字典史略》《历代笔记概述》《古典小说论丛》《常用字书十讲》等。散文随笔集有《京华琐语》等。 

## 早年生活
1917年的秋天，刘叶秋出生于北京虎坊桥大街路北的一所老房子里。其名“桐”字便源于秋日；其字“叶秋”取于唐诗“山僧不解数甲子，一叶落而知天下秋”，与名相符。祖上自清朝乾隆年间就居住在北京，房子与东侧的纪晓岚故居相邻。
刘叶秋的祖母通文墨而善画，给予他很多教诲和陪伴。高一时，刘叶秋在母亲的引导下阅读了纪晓岚的《阅微草堂笔记》，从此对笔记小说发生了浓厚的兴趣，奠定了他几十年笔记小说研究的基础。

## 《辞源》与“二密棲”
刘叶秋参与《辞源》第二版后，为了静心编辑，在院中自己搭盖了一间小屋，面积只有二米七，只能放下一张单人床与一张小二屉桌之外。他幽默地将小屋命名为“二密棲”，谐二米七之音。

## 评价
- 舒宝璋：刘老学问淹博，腹笥极丰，非常人所能及。[4]
- 《书海》：刘先生一生勤学不倦，读书治学皆有成就，诚是一位博学通才的学者，而且在大量编辑工作之外，能做出如斯骄人的学术成绩，诚属难得[2]。